# Internet

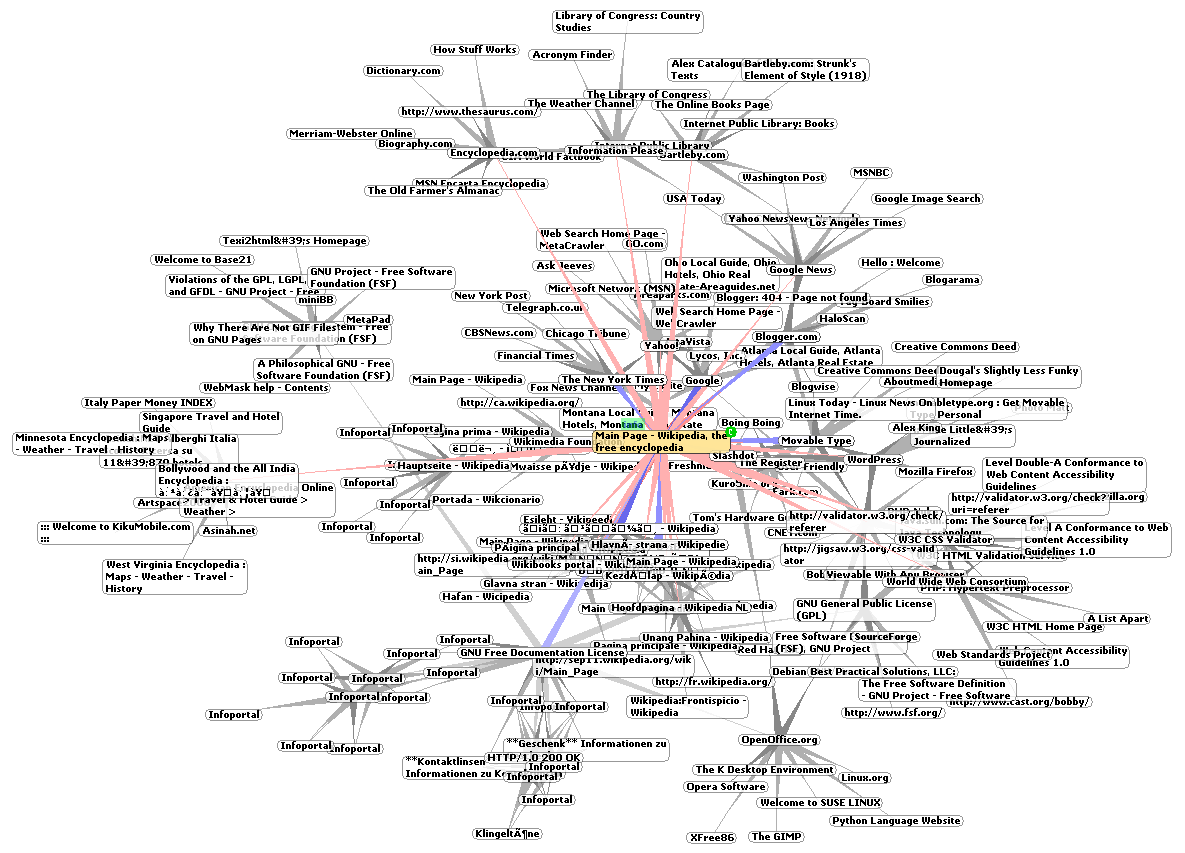
A világháló (WWW) grafikus bemutatása, az információs struktúra a Wikipédia körül, ami a hiperhivatkozásokat reprezentálja

Az internet olyan globális számítógépes hálózat, amelyen a számítógépek az internetprotokoll (IP) segítségével kommunikálnak. Felhasználók milliárdjait kapcsolja össze és lehetővé teszi olyan elosztott rendszerek működtetését, mint például a világháló (World Wide Web, WWW).
Az internet kifejezés nemzetközileg elterjedt szó, az angol eredetű internetwork szóból ered, ami magyarul leginkább ’hálózatok hálózata’-ként adható vissza, szó szerint hálózatok közöttit jelent. Az internet az egész világot körülölelő számítógép-hálózat, hatalmas rendszer, amely kisebb számítógép-hálózatokat fog össze. Ennek eredménye egyfajta kibertér, amely a valódi világ mellett alternatív teret biztosít. Az internet a számítógépek összekötéséből jött létre, hogy az egymástól teljesen különböző hálózatok egymással átlátszó módon tudjanak elektronikus leveleket cserélni, állományokat továbbítani.
Az internet úgynevezett IP-alapú hálózat. Mivel ez a protokollkészlet több hálózatnak is alapja, ezért a globális hálózatot helyi hálózatok, intranetek, különböző távolsági hálózatok alkotják. Mindeközben az adatok a legkülönfélébb fizikai közegekben utazhatnak telefonvonalak, különböző hálózati kábelek vagy kommunikációs műholdak segítségével. Röviden: az internet nem fizikai hálózat, hanem annak módja, ahogy az egymástól különböző hálózatokat összekötik, hogy egymással kommunikálni tudjanak.
Az internet olyan gyorsan növekszik, hogy minden erre vonatkozó számadat pár hónap alatt elavul. Ami az arányokat illeti: az internetre kapcsolt számítógépek száma havi átlagban 10–15%-kal vagy még többel növekszik. Mivel az internet egymástól különböző hálózatokat köt össze, a felhasználó bátran választhat bármilyen eszközt munkája elvégzéséhez, az adatokat a hálózaton keresztül egységesen tudja kezelni. Ma már elmondható, hogy az internet a világ elektronikus postájává lépett elő. Ez azt jelenti, hogy a felhasználók az üzeneteikre azonnali választ kaphatnak.
Az internetet felépítő és szabályozó protokollok mindenki számára hozzáférhetőek, ezeket rengeteg gyártó támogatja: mindez a hatékony szabványosítás eredményének is betudható. Egykor a hálózat kizárólag csak a kutatók, oktatók és katonai intézmények számára volt elérhető. Ma már nagy fokú az internet kommercializálódása, mivel sok cég ismeri fel, hogy enélkül nem lehet megélni az üzleti életben.
A legfontosabb adaléka azonban az, hogy az egyirányú, üzenetszórásos médiumokkal ellentétben a felhasználó nemcsak passzív befogadó, hanem maga is információforrás, aki maga választhatja meg, hogy milyen információra kíváncsi, vagy milyen más információforrásokat követ. Mivel az internetes publikálás költsége elenyésző, ez számos olyan szolgáltatást lehetővé tesz, ami nem üzleti alapon működik, vagy nagyon szűk a célcsoportja.
Az internetnek nincs központi épülete. Minden hálózat, amely az internethez csatlakozik, önálló életet él. Ezen hálózatok csatlakoztatásának összehangolását, az ezzel kapcsolatos információk szolgáltatását, illetve a felmerülő mérnöki tevékenységeket az 1992 januárjában létrehozott, nonprofit Internet Society (ISOC) irányítja, amelynek bárki szabadon tagja lehet. Központja az amerikai Virginia állambeli Restonban van.
Sokszor felmerül a kérdés, hogy ki fizeti az internetet. Többnyire ingyenesnek tartják. Ez annyiban igaz, hogy az internetre csatlakozott hálózattal rendelkező intézmények (legyenek oktatási, kereskedelmi vagy akár katonai jellegűek) alkalmazottai a munkahelyükről ingyenesen férnek hozzá az internethez. Nem igaz viszont annyiban, hogy az egyes csatlakozó hálózatok saját maguk állják a működésükhöz szükséges anyagiakat. Az egyszerű mezei felhasználó általában fizet a helyi internetszolgáltató cégnek, az pedig az adott ország nagysebességű gerinchálózatát üzemeltető intézménynek. A különböző országok a díjakat egymás között nemzetközi szerződésekben rögzítik.

## Története

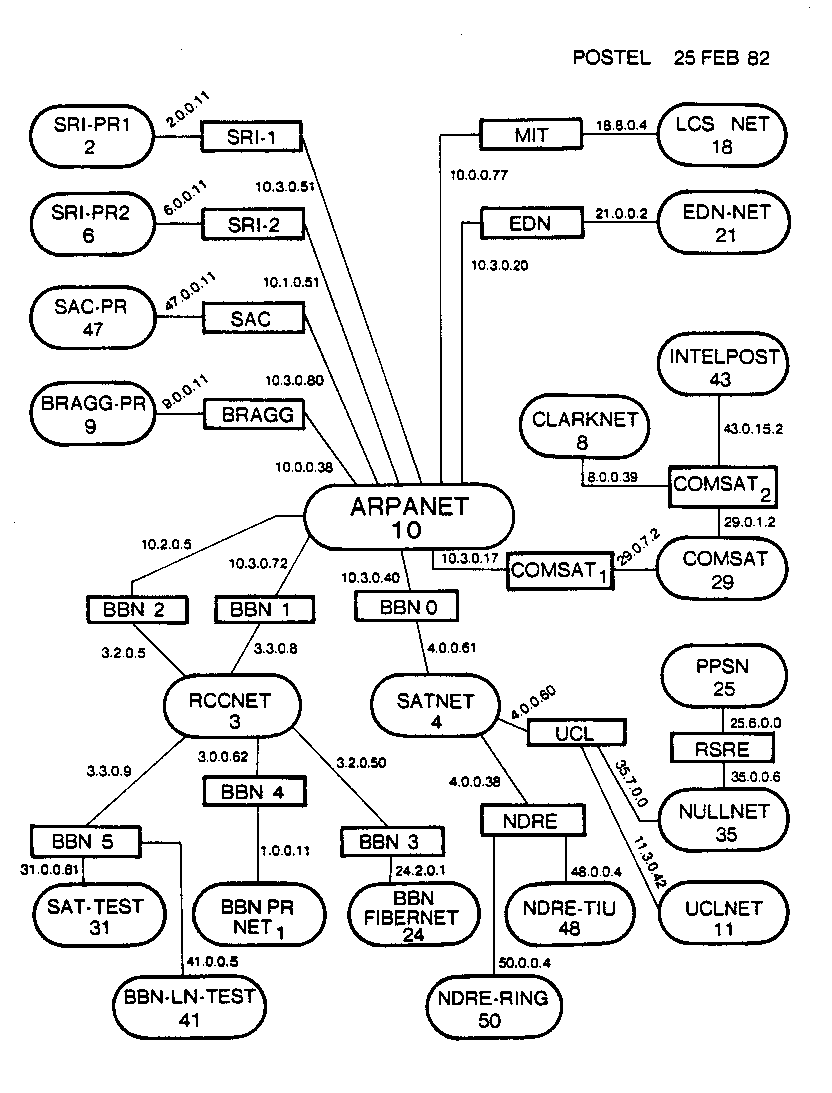
A kezdet(előtt)i stádium, 1982

Az internet sajátossága, hogy globális és nyílt információ-hozzáférést biztosít széles tömegek számára. Internetről tehát csupán az 1990-es évek eleje-közepe óta beszélhetünk. Az internet a HTTP és World Wide Web robbanásszerű megjelenésével és az internetszolgáltatás elterjedésével született. Ezt megelőzően az „internet” kifejezést mintegy rövidítésként „hálózatközi kapcsolat” értelemben többfelé használták. Ilyen jelentéssel került be az IP (Internet Protocol) elnevezésbe. Köznapi nevén ugyancsak így hívták a hálózati kutatásokban kulcsszerepet játszó tengerentúli intézmények folyamatosan, lassan bővülő, zárt vagy korlátozott hozzáférésű intézményközi gerinchálózatát. Az interneten jelenleg használt protokollok története évtizedekre nyúlik vissza.

### Előzmények
A gyökerek az 1960-as évekig nyúlnak vissza, a történet katonai fejlesztések civil szférába való átszivárgásával kezdődött. Abban az időben merült föl ugyanis az USA-ban egy kevéssé sebezhető számítógép-hálózat szükségessége, amelynek egy esetleges atomtámadás után megmaradó részei működőképesek maradnak. Dwight D. Eisenhower elnök – a szovjetek űrversenybeli sikereit ellensúlyozandó, a Szputnyik–1 fellövésének hírére – elrendelte a DARPA (Defense Advanced Research Project Agency) felállítását, amely a kutatásokat azután finanszírozta. Kidolgoztak egy többközpontú, csomagkapcsolt (ahol az adatok továbbítása kisebb csomagokban történik) hálózati kommunikációs rendszert (az NCP protokollt), amely a mai TCP/IP szabvány ősének tekinthető. Ezen az elven kezdett működni 1969-ben az ARPANET (Advanced Research Projects Agency Network), és a katonai felhasználásokon kívül a csomagkapcsolt adattovábbítás további kutatásra szolgált, de egyes egyetemek, katonai bázisok és kormányzati laboratóriumok kutatói is használták elektronikus levelezésre, fájlok cseréjére és távoli bejelentkezésre egymás számítógépei között.

### A fejlődés útja

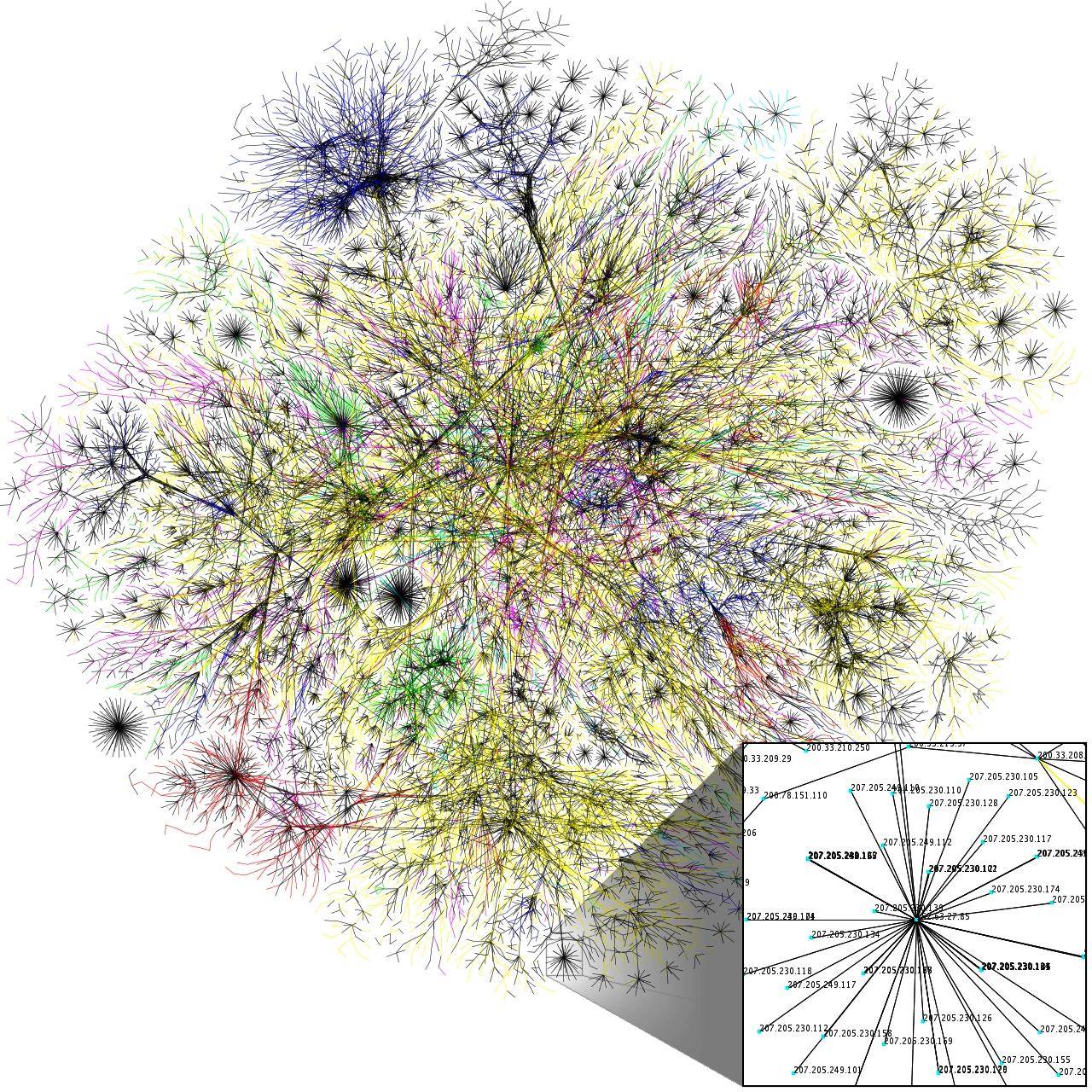
Az internet egy ábrázolása

1972-ben megszületett az első e-mail-program. 1974-ben jelent meg először az „internet” kifejezés, egy a TCP protokollról szóló tanulmányban. 1983-ban az addig szigorúan ellenőrzött ARPANET-ből MILNET (Military Network) néven leválasztották a hadászati szegmenst. 1988 az első hálózaton keresztül terjedő féregvírus (worm) éve volt.
A National Science Foundation felismerte, hogy a gerinchálózat döntő fontosságú lehet a tudományos kutatásban, ezért igen nagy szerepet vállalt az internet bővítésében. 1985–86-ban kiépítették az NSF 6 szuperszámítógép központját, és az így kialakult hálózatot (mely az NSFNET nevet kapta) összekapcsolták az ARPANET-tel. Az NSFNET (National Science Foundation Network) több bővítés után (optikai kábeleket fektettek le, újabb vonalakat hoztak létre, aminek eredményeként a hálózat sebessége a kezdeti 56 kbps-ról 45 Mbps-ra emelkedett) ma is az USA domináns gerinchálózata. Az ARPANET formálisan 1989-ben szűnt meg, hogy helyét átadja a fejlettebb gerinchálózatoknak. Az NSFNET mellett jelentős részben már magáncégek hálózatain folyik a kommunikáció (AT&T, MCI, UUNET, Sprint stb.).
Az azóta eltelt években több száz különálló hálózaton több tízezer számítógépet kapcsoltak a folyamatosan növekvő internethez és ez a növekedés napjainkban is tart. Exponenciális ugrást jelentett a WWW európai megjelenését követően az internetszolgáltatás elterjedése. Az internet adatforgalma manapság óriási. Az NSFNET gerinchálózatán 1995 áprilisában mért 13 404 656,5 MB adatforgalmának megoszlását mutatja a jelentősebb szolgáltatások szerint a következő táblázat:
| Szolgáltatás | Adatforgalom (MB) | %     |
| WWW          | 3 518 742         | 26,25 |
| FTP          | 2 886 742         | 21,53 |
| NNTP         | 1 160 496         | 8,66  |
| SMTP         | 620 450           | 4,63  |
| Telnet       | 339 404           | 2,53  |

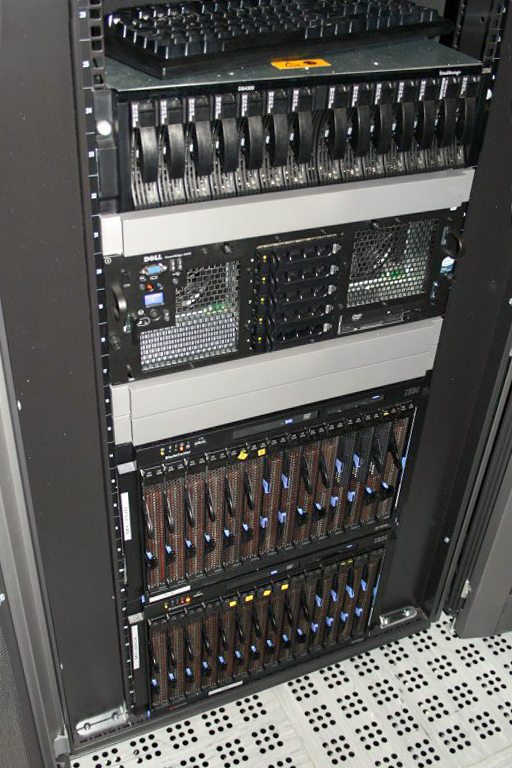
Szerver 1980

Az 1980-as évek végén az NSFNET-hez hasonló elvek alapján számos országban szerveződtek gerinchálózatok. Ezek mindenekelőtt a hatalmas információs és számítástechnikai erőforrásokkal rendelkező NSFNET-hez igyekeztek csatlakozni, de gyakran egymással is kiépítették közvetlen kapcsolatukat. Az utóbbi években a távközlési cégek, kommunikációs vállalatok meglátták az üzleti lehetőséget az internet-technológiájú számítógép-hálózatokban, illetve a hozzájuk kapcsolódó alkalmazásokban (például számítógépek, adatbázisok távoli elérése, elektronikus levelezés, adatállományok átvitele, szöveg-, kép-, hanginformációk integrált továbbítása stb.), így megjelentek az ilyen szolgáltatásokat kínáló üzleti vállalkozások, illetve ezek saját gerinchálózatai.
Az internet talán legfontosabb szervező, összefogó ereje az ISOC (Internet Society). A társaság nyílt, tagja lehet bármely szervezet vagy magánszemély. Célja az internet-technológiával történő információcsere összehangolása, fejlesztése. Az ISOC által felkért, nagy szakmai tekintéllyel rendelkező önkéntesekből áll az IAB (Internet Architecture Board), melynek feladata, hogy állást foglaljon alapvető stratégiai kérdésekben, felelős a szabványok elfogadásáért, valamint a szabványosítást igénylő kérdések meghatározásáért és az internetcímzési rendszer karbantartásáért.
Az interneten nincsen központ, tehát decentralizált hálózat. Minden, a hálózatra kötött gép egyszerre fő- és alállomás. Az internet tehát olyan elméleti szerveződése a számítógépeknek és telefonvonalaknak, amelynek bármely pontja képes kapcsolatot teremteni bármely másik pontjával.
Az eredetileg katonai és szakmai célokra tervezett hálózat gyorsan általános kommunikációs, információtovábbító médiává vált, majd maguktól adódtak az emberi kapcsolatteremtés újabb, sokszor korábban soha nem ismert formái. Az eredetileg elsősorban oktatási intézményekben elérhető hálózatra egyre több intézmény, szervezet, cég kapcsolódott, a szolgáltatást hamarosan a nagyközönségnek is felkínálták. Az elektronikus levelezés (e-mail) forradalmát gyorsan követte a hírcsoportok (newsgroup) forradalma, majd az egyre újabb és sokoldalúbb információkereső- és továbbító eszközök elterjedése, amelyek 1992-ben úgy tűnik, egy természetes végponthoz, a világhálóhoz (World Wide Web) vezettek: innentől a számítógépekhez nem értő laikusok is könnyedén, minden tanulás nélkül navigálhatnak az internet óceánján. A WWW az európai részecskefizikai kutatóintézet, a CERN szülötte. Tim Berners-Lee és Robert Cailliau elgondolásai alapján olyan rendszer született, ami az elmúlt tíz évben forradalmasította a kommunikációt. 1998-ra mintegy 300 millióra nőtt a webdokumentumok száma, és a web naponta további másfél millióval bővül.
A gyors elterjedésből és egyszerű kezelhetőségből eredeztethető a korábban a felhasználó szempontjából ingyenes, nonprofit hálózat elüzletiesedése  is. Az óriási és egyre növekvő, többé már nem csak profi számítástechnikusokból álló internetközösség hatalmas üzleti lehetőségeket rejt. Sőt, az emberek közötti kommunikációs kapcsolatok teljesen új formáit teszi lehetővé.

### Az internet Magyarországon
Az első magyarországi domain címet 1991-ben jegyezték be a Számítástechnikai és Automatizálási Kutatóintézet számára: sztaki.hu.
Hazai elterjedését gyorsította, amikor a Matáv (ma Magyar Telekom) hálózatán 1995 óta elérhető telefonmodemes mellett 1999-ben elkezdődött az üzleti és lakossági célú ISDN szolgáltatás a Matávnet nevet viselő leányvállalatának jóvoltából. 2001 májusában az Axelero névre váltva - és azt 2005-ig viselve - tette elérhetővé magánszemélyek számára is az egy évvel korábban bevezetett, gyorsabb, szélessávú ADSL technológiát. A vezetékes távközlési piac 2001 decemberi megnyitását követően több szolgáltató is megjelent változatos ajánlatokkal. A kábeltelevíziós piacon 1998-ban megjelent UPC a frissen kiépített csillagpontos hálózatain 2000 szeptemberében indította el a Chello nevű szélessávú internet szolgáltatását. (A UPC-t 2019-ben vásárolta fel a Vodafone.)
Magyarországon 2007-ben a háztartások körülbelül 38%-a rendelkezett internet előfizetéssel, egy évvel korábban 2006-ban még 32%. Nőtt a széles sávú elérések aránya, a 2006-os 22%-ról 33%-ra. Az európai uniós átlag 42%, ebben az összehasonlításban hazánk a 18. helyen áll. Megelőz minket többek között Franciaország, Spanyolország, Észtország, Ausztria és Szlovénia, mögöttünk helyezkedik el Olaszország, Szlovákia, Lengyelország és Portugália.
Mindehhez hozzá kell tenni, hogy egyáltalán a szélessáv fogalma nem tisztázott, például mást jelent az USA-ban és mást az EU-ban.
A mobilinternet-előfizetések változása 2007. I. negyedévéhez képest (amikor 220 598 előfizetés volt az országban), 2011. IV. negyedévére 2 154 852 előfizetésre nőtt.
Egy 2014-es adócsomag-tervezet szerint Magyarországon 2015-től gigabyte-onkénti 150 forintos adó lett volna kivetve. A tervezetet a tüntetések hatására visszavonták, mivel általános felháborodást keltett mind az országon belül, mind az Európai Unióban.
A 2010-es évtized végére a magyar internet előfizetői piac telítetté vált. Számottevően megnövekedett a szélessávú (4G) mobilinternet használat, továbbá a korszerű, optikai kábeles technológián továbbított szolgáltatások aránya.

## Az internet manapság
Manapság az internetes technológiákat körülbelül négymilliárdnyian használják személyes, illetve üzleti célokra, például információkeresésre, szolgáltatások és áruk megrendelésére, kapcsolattartásra, szórakozásra stb.
Jelenleg kutatások zajlanak az internet technikai (elsősorban távközlési) problémáinak megoldására, például az új IPv6 címzési rendszer bevezetésére. A jelenleg használt címzési rendszer (IPv4) ugyanis kifogyóban van új, kiosztható címekből a végpontok (például előfizetők számítógépe(i) vagy más eszköze(i), kiszolgálók stb.) számára, amely ha bekövetkezne a probléma megoldása (IPv6) és a megoldásra való átállás globális szintű beteljesedése előtt, akkor az internet további bővítése csak igen nehezen és nagy áldozatokkal jöhetne létre. (Még legalább ötmilliárd ember számára kell elérhetővé tenni a jelenlegi 1,4-1,5 helyett!)
2010 nyarán jelentette be az MIT, hogy egy új technológiával, az ún. flow switching elve alapján százszorosára lehetne növelni az adattovábbítás sebességét. Az újdonság bevezetését gátolja azonban, hogy ehhez le kell cserélni a routereket.
Több eset is felhívta arra a figyelmet, hogy az internet – elosztott jellege dacára – nem olyan stabil, mint amilyennek tervezték és amilyennek általában vélik.

## Az internetkultúra

### Fájlcsere
Internetkapcsolat útján különböző technológiájú és célú fájlcserélő-programok használatára van lehetőség. Általában hasonló a működési elv: a beszerezhető fájlok (amelyek lehetnek szerzői jogvédelem alá eső, vagy szabadon terjeszthető szellemi termékek digitális másolatai) nem egyetlen központi szerverről kerülnek az egyes felhasználók gépeire, hanem a kész fájlt (vagy a fájl bizonyos módszerrel feldarabolt szeleteit) birtokló személyek feltöltési sávszélességeinek felhasználásával, decentralizált módon.
Legjelentősebb példák:
- BitTorrent
- DC++

Számok:
2008. szeptember 25-én az egyik ismert külföldi torrentkereső oldal (egy, a publikus helyekről beszerezhető torrentállományok kereső weblapja) információi szerint 433 (magához hasonló) weboldal, 75 678 tracker (a torrent felhasználókat összehangoló kiszolgáló), 1 390 378 torrent, 33,37 millió fájl volt elérhető 1074,61 terabájt méretben, melyet egyidejűleg 12,01 millió "peer", azaz végponti felhasználó cserélt.

### Nyelv
Internetes tartalmakat, szolgáltatásokat szinte a világ valamennyi élő nyelvén elérhetünk.

## Aktuális és lehetséges problémák

### Gyermekek veszélyeztetése
Az internet cenzúrázatlansága folytán, az egyes országok erőfeszítései ellenére nagy mennyiségű, gyermekek és fiatalok számára veszélyesnek tekinthető anyag lelhető fel könnyűszerrel a világhálón. Azok a portálok, amelyek felnőtt tartalmakat közvetítenek, sok országban kötelezően figyelmeztető panellal kell induljanak, amely korhatár-ellenőrzést végez, ez azonban szinte teljesen hatástalan, mert a felhasználó bármilyen születési dátumot beállíthat. A fejlett keresőoldalak segítségével, mint amilyen a Google is, szinte befogadhatatlan mennyiségű felnőtt tartalom érhető el néhány kattintással, a világ számtalan országából.
További gondot jelenthet az internetes chatelések, üzenetváltások alkalmával a megtévesztés, fenyegetés. A naiv, tapasztalatlan gyermekeket könnyűszerrel csalhatják el a bűnözők.

#### Megoldások szülőknek, iskoláknak
Számos olyan módszer kínálkozik, amellyel a szülők, tanárok kiszűrhetik az internet veszélyes anyagait. Néhány a számos különböző megoldásból: Ubuntu Christian Edition (ingyenes), Net Nanny Parental Controls (fizetős), McAfee Parental Controls (fizetős).

#### Biztonságos Internet Program
Magyarországon elindult az úgynevezett Biztonságos Internet Program, amelynek keretében immár 260 iskola 13 ezer munkaállomásán használhatják a tanulók biztonsággal az internetet. Bármely magyarországi iskola csatlakozhat a programhoz, költségek nélkül.

### Szerzői jogok megsértése
Jelenleg széles körű vita zajlik a fejlett hálózati fájlcserélő programok okozta károk körül. A közvetlen kárt a jogtulajdonosok (például audiovizuális művek kiadói, szoftverek kiadói), a kiskereskedelmi egységek (könyves- és audiovizuális anyagokkal foglalkozó üzletek) bevételkiesése, a közvetett kárt pedig a gazdasági kár jelenti. A kár mértékéről a vélemények általában jól elkülöníthetőek az érdekeltségi különbségek figyelembevételével. A legelterjedtebb vélemény szerint, az internetes fájlcserére ma úgy tekintenek az állítólagos károsultak, mint annak idején:
- a rádióra (sokak állítása szerint „tönkre fogja tenni a zenészeket, és a zeneipart”)
- a televízióra (amely főleg a filmszínházi érdekeltségek kedélyeit borzolta)
- a kézről kézre járó másolt kazettákra (az eredeti kazetták forgalomcsökkenése folytán)
- a VHS-kazettákra (amelyre könnyűszerrel lehetett televízióból vagy más kazettáról másolni, így mind a mozit, mind a filmkiadókat (eredeti VHS-ek másolása) „fenyegette”)

A közvélemény (és egyes országok törvénytervezetei, pl. Norvégia) szerint magánhasználatra (melyből nem keletkezik bevétel) legalizálnák bizonyos típusú digitális, (jelenleg) jogvédett művek cseréjét. Ha azonban a magánhasználat kérdésessé válik, már bűncselekményről beszélhetnénk. Ezt többek között a következők támasztják alá:
- sok ember számára megfizethetetlen az ilyen termékek ára
- amennyiben valaki letölt egy másolati példányt egy zeneműből, a zenei boltokban egyetlen eladható lemezzel sem marad több
- sok (főleg ritka, vagy régi) anyag már elérhetetlen a hagyományosan tisztességesnek nevezett forrásokból (bolt, áruház, legális webshop)

A kiadók, egyes (de nem minden) műalkotók érvelésének szempontjai:
- gyakorlatilag kevesebb eladott példány elérése, hiszen sokan az ingyenes módokat választják a fizetős beszerzési módok helyett
- jogosulatlan személyek és csoportok bevételeinek növekedése, például, de nem kizárólag a fizetős sms-warez webhelyek létrehozói és az általuk igénybevett szolgáltatók, fizetős ftp-helyek üzemeltetői, másolt lemezekkel működő kölcsönző üzletek, nagy mennyiségben értékesítő magánszemélyek és csoportok

#### A vita abszurditásáról
Közismert a Metallica zenekar fenyegetése, és médiajelenléte, miután egy rossz minőségű előzetes demó egy kiadás előtt álló albumról a fájlcserélő hálózatokra került. Szerintük ez súlyosan sértette a kiadójuk érdekeit, illetve rossz színben tüntette fel az együttest, a felvétel minősége folytán. Érdekes álláspont egy zenekartól, amelyik a rossz minőségű másolt MC-k (hangkazetta) segítségével tett szert világhírnévre.
Egyes műalkotók, beleunva a fogalmakat nem ismerő bírók, jogászok, ügyvédek, jogalkotók szócséplésébe, szabad licencek alatt adják ki műveiket, és azokat weboldalukon (bizonyos jogi feltételekkel, például az üzleti felhasználás eltiltásával) szabadon letölthetővé tették.

### Vírusok
Olyan, számítógépen futó programok, programrészek, amelyek általában – de nem feltétlenül – károkozás, személyes adatok (kódok, fotók, magánbeszélgetések és egyéb információk) eltulajdonítása, a számítógép egy hardverelemének aktivizálásával (például faxmodem) anyagi haszon szerzése, vagy a célpont anyagi megkárosítása.
A vírusoknak számítógéptől, operációs rendszertől, adathordozótól függően több csoportja van.
- Számítógépes vírus
- Vírustípusok

A mindenütt jelenlevő globális hálózat megkönnyíti a kártékony szándékkal elkészített szoftverek (például vírusok) terjesztését, és információk eltulajdonítását. Ezért rendkívül fontos, hogy a számítógépek alapvető használatával kapcsolatos biztonsági tudnivalókat birtokoljuk, mielőtt üzleti célból, vagy a magánszféránkat érintő ügyekben „géphez ülnénk”. Ha nem vagyunk biztosak a dolgunkban, keressünk fel olyan cégeket, amelyek az ilyen és ehhez hasonló problémáknak szánt megoldásokat forgalmazzák (víruskereső és tűzfalprogramok). Elkerülhető azzal, hogy csak az általunk ismert weboldalakat látogatjuk meg.

### Biztonsági rések
Az interneten milliónyi, közvetlenül megcímezhető, célba vehető (saját azonosítóval, IP-címmel rendelkező) végponti egység (egy számítógép(es rendszer), és a felhasználója/felhasználói) áll. A szoftverek, amelyeket az internetes technológiák igénybe vételéhez (és azok szolgáltatásához) használatba veszünk, komplexitásukból eredően biztonsági réseket tartalmaz(hat)nak. Ezzel a problémával egy külön szakterület, az IT-biztonság foglalkozik.
A biztonsági rések legközérthetőbben a következőképpen fogalmazhatók meg: egy, az adott szoftver fejlesztése közben figyelembe nem vett (ill. nem eléggé figyelembe vett) körülmény bekövetkeztekor a szoftver előre nem látható módon viselkedik, például szabad utat nyit az operációs rendszerben tetszőleges, a támadó (például egy weblap készítője vagy az adott weblapot titokban módosító személy) által meghatározott kód lefuttatására, amely számunkra bizonyos hátrányt, például üzleti titkok konkurenciához való kerülését eredményezhetik.
Szélsőséges esetben valamennyi, a számítógépünkön tárolt információ védtelen a rosszindulatú támadók számára, akik lemásolhatják, vagy módosíthatják őket. Előfordul az is, hogy kompromittáló fényképeket, videókat helyeznek el a gépen. Legjellemzőbb azonban a vírusok, rootkitek, trójai programok észrevétlen települése rendszerükbe, amelyek aztán lelassítják, vagy adott esetben használhatatlanná teszik számunkra a rendszert, a felhasználók fájljait letörölhetik, vagy felülírhatják.
Hardvereken is lehetnek biztonsági rések, mint pl. 2018-ban egyes processzorokban találtak ilyeneket. Első javításaik szoftveres úton történtek, tökéletesen a processzor cseréjével volna lehetséges. Általánosan érvényes az a körülmény, hogy egy vírusirtó képes megállítani a vírust, hogy ezt a rést se lehessen kihasználni.

### Általános biztonsági problémák
Biztonságos szoftvereken (frissítés) és hardvereken (internetre alkalmas hálózati alkatrészek) kívül több gyakorlati kérdés is felmerül az internet használata során. Feltételként szabja több vállalat (pl. bankoláskor) a megfelelő vírusvédelem és tűzfal alkalmazását, ill. fejlett böngésző alkalmazását. E-mailek kezelésére számos szabály vonatkozik, amely növeli a biztonságot. Pl. melléklet kinyitás engedélyezése/tiltása, ismeretlen küldő levelének elkülönítése, levélben kapott honlapcím nyitásának tiltása, és általában a levelek között kb. 50%-ban meglévő reklám, kéretlen levél, szándékos spyware letiltása/törlése.
A böngészővel honlapok keresése közben ismeretlen honlapra akkor menjünk, ha tudjuk, hogy nem veszélyes. Erre néhány kereső egy skálát ad meg a margón, pl. „biztonságos, kérdéses, káros”, vagy „megengedhető, tiltott, ismeretlen”. Magunk is olyan oldalakat látogassunk, melyek hibátlan biztonságáról meggyőződtünk, ajánlottak, ill. kipróbáltak.
Közösségi oldalak használata rendkívül divatos, de sajnos vonzzák a spywarrel/adathalászattal operálókat. Gondoljuk meg, hogy milyen oldalra iratkozunk be.

### Elavult technológia
Az internet szabadsága, cenzúrázatlansága, és (bizonyos kivételekkel, például címtartományok kiosztása, DNS rendszer) „hatóság” nélkülisége folytán egyes korábban elterjedt technológiák, (szoftver- és hardvereszközök) a hálózat biztonságát, fenntarthatóságát, fejlesztését gyakorlatilag korlátozzák. Például, a Microsoft Windows szerves részét képező Internet Explorer böngésző 6.x-es, régen túlhaladott verziójának széles körű használata napjainkban is megfigyelhető. Ennek több szempontból is káros következményei vannak, például:
- Biztonsági: az Internet Explorer 6.x-es változata számtalan biztonsági hiányosságban szenved. Ezek kihasználásának példái: egy része agresszív marketing célú, „csak” idegesítő kéretlen reklámtevékenység, másik része adatlopásra, lehallgatásra, követésre, vagy az adatok megkárosítására szolgál. Emiatt a felhasználók jelentős része magát az internetet bélyegzi megbízhatatlannak.
- Technológiai: a weboldalak készítői rengeteg pluszmunkával számolnak a régi Internet Explorer jelenléte miatt, mert a modern böngészők mellett eme verzió felhasználóira való tekintettel számos felesleges kényszermegoldást kell kidolgozniuk.

Az elavult technológiák azonban a hálózattal kapcsolatos tevékenységek szinte minden szintjén jelen vannak.

### Üzemeltetés
Az internet hálózatában az adattárolást végző létesítmények mérete, és sebessége folyamatosan nő. A 2019-ben becsült következő évi növekedés az USA-ban 140 milliárd kWh. Az adattároló központok hűtési igénye szintén folyamatosan nő, úgy, hogy a hőt elektromos árammá alakító berendezések gazdaságossá váltak.
A zenehallgatás, mely eredetileg CD-k hallgatásával kezdődött, az interneten jelentősen nagyobb energiafelhasználást jelent, streamelve 2018-ban 618 milliárd dalt hallgattak meg. A video streaming a teljes adatforgalom 80%-a.
A globális energiafogyasztás 10%-át az internet emészti fel, a szoftvereken múlik az energiatakarékosság, és környezetbarát technológia.

### Önromboló szubkultúrák
Internetes tartalmakat bárki szerkeszthet, feltölthet. Az internetes tartalmak felügyelete, szabályozása azonban még gyerekcipőben jár. Ennek következménye, hogy ezen új eszköz térhódításával az általában nem elfogadott tartalmak is nagyobb publicitást élvezhetnek. A „digitális szakadék” problémája abban rejlik, hogy mindenkinek hozzá kell férnie az új technológiákhoz, hogy részesülhessenek a globalizációs fejlődés kínálta előnyökhöz, és ne maradjanak le. Feltétlenül szükséges tudni, hogy „mikor másokat ellenséges módon mutatnak be, a konfliktus magvait hintik el, amely könnyen elvezethet az erőszakhoz, a háborúhoz, vagy egyenesen a népirtáshoz. A médiumok, ahelyett, hogy az egységet és a megértést építenék, démonizálhatnak társadalmi, etnikai vagy vallási csoportokat, felszítva a félelmet és a gyűlöletet. A kommunikáció stílusáért és a tartalmáért felelős embereknek komoly kötelessége biztosítani, hogy ez ne következzen be.”.

## Hozzáférés

A 100 lakosra jutó internet-felhasználók száma 1997 és 2007 között a Nemzetközi Távközlési Egyesület grafikonján

Magyarországon az internetes technológiákhoz sokféleképpen hozzáférhetünk: munkahelyünkön, amennyiben az biztosítja számunkra, úgynevezett netcafékban, netklubokban, ingyenesen látogatható könyvtárakban ill. teleházakban, számos városban közterületi termináloknál, oktatási intézményekben stb.
Az otthoni internetelérési lehetőségek közé tartozik a széles sávú, vezetékes (ADSL vagy kábelnet), a vezeték nélküli („mikrohullámú”), a műholdas és a mobiltelefonos (GPRS vagy mobil széles sávú) kapcsolódás, illetve a legkorszerűbb optikai kábeles hozzáférés.